# Danny Zuker
Danny Zuker, all'anagrafe Daniel Zucker (...), è uno sceneggiatore e produttore televisivo statunitense.

## Biografia
È tra gli autori e co-produttori esecutivi di Modern Family, esperienza grazie alla quale ha ottenuto in veste di co-produttore diversi premi Emmy, Producers Guild of America Award e Writers Guild of America Award; personalmente è stato candidato per il premio WGA alla miglior sceneggiatura di una serie commedia nel 2010, per aver scritto l'episodio Van Gogh a sorpresa (Starry Night).
In precedenza è stato anche co-ideatore di Off Centre

## Filmografia

### Sceneggiatore
- The Arsenio Hall Show - serie TV, 82 episodi (1989-1993)
- Evening Shade - serie TV, 3 episodi (1993-1994)
- Pappa e ciccia (Roseanne) - serie TV, 1 episodio (1995)
- Grace Under Fire - serie TV, 2 episodi (1995-1996)
- Fired Up - serie TV, 1 episodio (1997)
- Just Shoot Me! - serie TV, 3 episodi (1997-1999)
- Jesse - serie TV, 2 episodi (1999-2000)
- Off Centre - serie TV, 13 episodi (2001-2002)
- Coupling - serie TV (2003)
- The Men's Room - serie TV (2004)
- Surviving Suburbia - serie TV, 1 episodio (2009)
- The Unusuals - serie TV, 1 episodio (2009)
- The 2012 Billboard Music Awards (2012)
- Modern Family - serie TV (2009-2020)

### Produttore
- Grace Under Fire - serie TV (1995-1996)
- Just Shoot Me! - serie TV (1997-1999)
- Jesse - serie TV (1999-2000)
- Off Centre - serie TV (2001-2002)
- Watching Ellie - serie TV (2003)
- Coupling - serie TV (2003)
- The Men's Room - serie TV (2004)
- Una pupa in libreria (Stacked) - serie TV (2005-2006)
- The Unusuals - serie TV (2009)
- Modern Family - serie TV (2009-2020)